# Eugen Gomringer

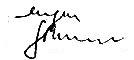
Firma di Eugen Gomringer

Eugen Gomringer de la Quinta San Francisco (Cachuela Esperanza, 20 gennaio 1925) è un poeta e critico letterario boliviano naturalizzato svizzero con cittadinanza tedesca, fondatore e uno dei principali esponenti della poesia concreta.

## Biografia
Figlio di Delicia Rodríguez, boliviana meticcia ed analfabeta e Eugen Gomringer Sr., svizzero, direttore di un'azienda fabbricante gomma e caucciù nel paese sudamericano, a soli due anni viene portato dal padre ad Herrliberg, dove crescerà con i nonni. Il padre tornò in Bolivia e lo rivide in poche occasioni, intrattenendo una fitta corrispondenza epistolare fino all'età di 19 anni, quando intraprende il servizio di leva militare obbligatorio nel Canton Zurigo, con l'intenzione di proseguire la sua esperienza frequentando un'accademia militare. Decide invece di frequentare dal 1944 al 1950 le Facoltà di Economia e di Storia dell'Arte e della Letteratura dell'Università di Berna.

### Carriera letteraria
Nel 1953, assieme a Marcell Wyss e Diter Rot, fonda la rivista d'arte internazionale Spirale, presso la quale darà alle stampe Konstellationen costellations constelaciones, la sua prima raccolta di poesie e insieme il primo lavoro di poesia concreta di lingua tedesca. Lo stesso anno partecipa al castello di Leopoldskron a Salisburgo alla Sessione Generale del Seminario Americano, nel corso della quale fa conoscenza del pittore austriaco Oskar Kokoschka. L'anno seguente diviene segretario di Max Bill, fondatore della Konkrete Kunst, presso la Hochschule für Gestaltung ad Ulma, costituita l'anno prima dallo stesso Bill assieme ad Inge Aicher-Scholl ed Otl Aicher. L'attività artistica intanto diviene la sua principale occupazione. Incontra il poeta Helmut Heissenbüttel e altre importanti personalità artistiche e letterarie, uno tra tutti Max Bense, poeta e critico autore di diversi saggi e testi critici riguardanti la poesia concreta. Nel 1960 fonda a Frauenfeld una propria casa editrice, la Eugen gomringer press, nei cui cinque anni di attività verrà data alle stampe la rivista Konkrete Poesie – poesia concreta, vero e proprio organo del movimento concretista sul quale compariranno, oltre a diverse opere dei principali poeti concretisti, i Texte ohne Komma di Heissenbüttel, riconducibili per ispirazione alla poesia concreta. Tra gli altri vengono pubblicati i lavori di Friedrich Achleitner e Gerhard Rühm, fondatori della Wiener Gruppe, del più importante esponente del Darmstädter Kreis Claus Bremer e di Ernst Jandl, membro del circolo Forum Stadtpark di Graz. Viene anche pubblicato il lavoro Texte poème poème texte  di Carlo Belloli, il futurista italiano tra i primi ad utilizzare il termine «poesia concreta».
Nel 1965 Gomringer pubblica Das Stundenbuch, il più impegnativo tentativo dell'autore di dare alla luce un libro-costellazione. Si fa intanto sempre più presente l'attività di critico letterario che lo porterà a redigere numerosi scritti teorici sulla poesia e l'arte concreta e a fondare presso il Castello di Erkersreuth in Baviera l'Archiv für Konkrete Poesie.
All'inizio degli anni settanta svolge un giro di conferenza in Centro e Sud America. Nel 1973 diviene membro dell'Akademie der Künste di Berlino; quattro anni dopo è nominato professore di teoria estetica presso la Staatlichen Kunstakademie di Düsseldorf.
Nel corso degli anni ottanta e novanta l'attività principale è quella accademica. Numerose continuano ad essere le sue conferenze nel continente americano. Dal 1995 inizia la stampa dell'opera omnia presso la casa editrice Splitter.
Vive attualmente a Rehau-Wurlitz, in Baviera.

## Vom Vers zur Konstellation: manifesto programmatico della poesia concreta
Nel 1953 Eugen Gomringer dà alle stampe presso la casa editrice "Spiral press" il libro Konstellationen constellations constelaciones. Si tratta di una raccolta di diciannove componimenti, denominati dal poeta "costellazioni", in riferimento ad un verso presente in Un coup de dés jamais n'abolira le hasard di Stéphane Mallarmé:
N'AURA LIEU

QUE LE LIEU

EXEPTÉ

PEUT-ÊTRE

UNE CONSTELLATION»
(Un coup de dés jamais n'abolira le hasard, Stéphane Mallarmé, Cosmopolis, maggio 1897)
AVRÀ AVUTO LUOGO

SE NON IL LUOGO

ECCETTO

FORSE

UNA COSTELLAZIONE»
(Traduzione di Enrico Pozzi, pubblicata sulla rivista Il Corpo, 2002)
Si tratta di un esplicito richiamo dunque al nuovo utilizzo dello spazio testuale inaugurato dal poeta francese alla fine dell'Ottocento: Gomringer indica con questo termine "una realtà in se stessa e non
una poesia su qualcosa, o altro". In questa situazione la parola e la lettera diventano immagine in un modo molto "concretista", ponendo in secondo piano quello che è il valore semantico del verbo. Si tratta di una vera e propria costruzione, che deve essere fruita innanzitutto come un'immagine,
anche se è costituita esclusivamente da lettere. Insieme ad altri autori, egli mette da parte l'aspetto poetico così fondamentale in Mallarmè, rifiutando quindi anche le idee di Marinetti e, in generale, del movimento futurista. Si arriva così alla teorizzazione e proposta di un modello visivo di poesia, costruita sulla parola, in cui l'estrema semplificazione del linguaggio corrisponde ad un progetto (sintetico-razionale e, insieme, ludico) di leggibilità immediata.
L'anno successivo Gomringer dà alle stampe il testo teorico Vom Vers zur Konstellation. Zweck und Form einer neuen Dichtung ("Dal Verso alla Costellazione. Scopo e Forma di una nuova Poesia"). Sebbene al suo interno non venga ancora menzionato il termine "Konkrete Poesie", il testo può essere a ragione considerato il primo manifesto della poesia concreta di lingua tedesca. In questo vero e proprio manifesto della corrente letteraria, Gomringer si pone il problema della comprensione della poesia concreta.
Essa si presenta infatti in una molteplicità di forme e realizzazioni, generando un dilemma fondamentale: come decodificarne universalmente il significato. Riconducendo la poesia concreta alle esigenze contemporanee, influenzate dal progresso tecnico-scientifico e dalla società moderna, Gomringer afferma che l'uomo moderno ricerca una comunicazione rapida, dove slogan e titoli, anche visivamente, dominano la quotidianità. La stampa, la radio e la televisione hanno accelerato enormemente la velocità di divulgazione delle informazioni; se la poesia vuole avere un ruolo nella società odierna, è dunque necessario il suo adeguarsi alla velocità delle nuove forme di comunicazione di massa. Tale pregnanza e incisività richiedono, analogamente alla "concreta arte", una nuova espressione visiva e grafica: per soddisfare questa esigenza, la poesia predilige l'uso del minuscolo e un vocabolario essenziale, molto più scarni ma impattanti e di facile ricezione rispetto al verso libero. Il verso poetico, ovvero la forma d'espressione tradizionale della poesia, non ha nulla a che fare con il linguaggio adoperato quotidianamente, ed il suo utilizzo nella poesia odierna rappresenta solo una reminiscenza di epoche letterarie passate. Al contrario, la forma testuale "costellazione" offre la possibilità di integrare la comunicazione poetica all'interno della società di oggi, riconsegnando dunque alla poesia il ruolo sociale che essa andava ormai inesorabilmente perdendo. Il testo della costellazione ha come referente le singole parole e l'ordine nel quale queste vengono disposte sulla pagina. La sequenza delle parole offrirà dunque al lettore il senso del componimento. La costellazione, intesa come ordinamento strutturato delle parole, dunque permette innumerevoli combinazioni e variazioni linguistiche. Nelle sue stesse parole: 

## Opere
- Konstellationen, Spiral Press, Berna, 1953;
- Das stundenbuch, Max Hueber Verlag, Monaco di Baviera, 1965;
- Worte sind schatten – die konstellationen 1951–1968, Rowohlt, Reinbek, 1969;
- Gucken – Ein Kinderbuch, Leonberg, 1980;
- Vom Rand nach Innen, die Konstellationen 1951–1995, Edition Splitter, Vienna, 1995, ISBN 3-901190-19-8;
- Theorie der Konkreten Poesie, Texte und Manifeste 1954–1997, Edition Splitter, Vienna, 1997, ISBN 3-901190-34-1;
- Zur Sache der Konkreten, eine Auswahl von Texten und Reden über Künstler und Gestaltungsfragen 1958–2000, Edition Splitter, Vienna, 2000, ISBN 3-901190-30-9;
- Kommandier(t) die Poesie! : Biografische Berichte, Edition Signathur, Dozwil, 2006, ISBN 3-908141-35-4;
- Poesie um den Weissenstädter See. Das Stundenbuch von Eugen Gomringer, Rehau, 2006, ISBN 978-3-939426-00-4 und ISBN 3-939426-00-8;
- Quadrate aller Länder, Edition Splitter, Vienna, 2006, ISBN 3-901190-90-2;
- 100 Jahre Konkrete Kunst – Struktur und Wahrnehmung, Verlag Bibliothek der Provinz, Weitra, 2010, ISBN 978-3-902416-48-3;
- Welt im sonett. Sämtliche sonette, Edition Signathur, Dozwil, 2019, ISBN 978-3-906273-36-5.[6]